# 정언
정언(正言)은 한국과 중국의 과거 관직이다
한국에서는 고려에서 중서문하성의 종6품 관직, 조선에서 사간원의 정6품 관직으로 존재했다.